# گرت د فلیگر
گرت د فلیگر (به انگلیسی: Geert De Vlieger) بازیکن فوتبال اهل بلژیک و عضو تیم ملی فوتبال بلژیک است که در تاریخ ۵ فوریه ۱۹۹۹ میلادی اولین بازی ملی‌اش را مقابل تیم ملی فوتبال یونان انجام داد. او در ۴۳ بازی ملی حضور داشت و جمعاً ۳۴۹۷ دقیقه برای تیم ملی فوتبال بلژیک به میدان رفت. گرت د فلیگر آخرین بازی ملی خود را در تاریخ ۰۱ مارس ۲۰۰۶ میلادی در برابر تیم ملی فوتبال لوکزامبورگ انجام داد. وی در بازی‌های ملی‌اش گلی به ثمر نرساند.